# Benalúa de las Villas
Benalúa de las Villas é um município da Espanha na província de Granada, comunidade autónoma da Andaluzia, de área 21 km² com população de 1352 habitantes (2007) e densidade populacional de 64,38 hab./km².

## Demografia
| Variação demográfica do município entre 1991 e 2004 | Variação demográfica do município entre 1991 e 2004 | Variação demográfica do município entre 1991 e 2004 | Variação demográfica do município entre 1991 e 2004 |
| --------------------------------------------------- | --------------------------------------------------- | --------------------------------------------------- | --------------------------------------------------- |
| 1991                                                | 1996                                                | 2001                                                | 2004                                                |
| 1392                                                | 1394                                                | 1352                                                | 1377                                                |